# Epilobium glaberrimum
Epilobium glaberrimum là một loài thực vật có hoa trong họ Anh thảo chiều. Loài này được Barbey mô tả khoa học đầu tiên năm 1876.

## Hình ảnh

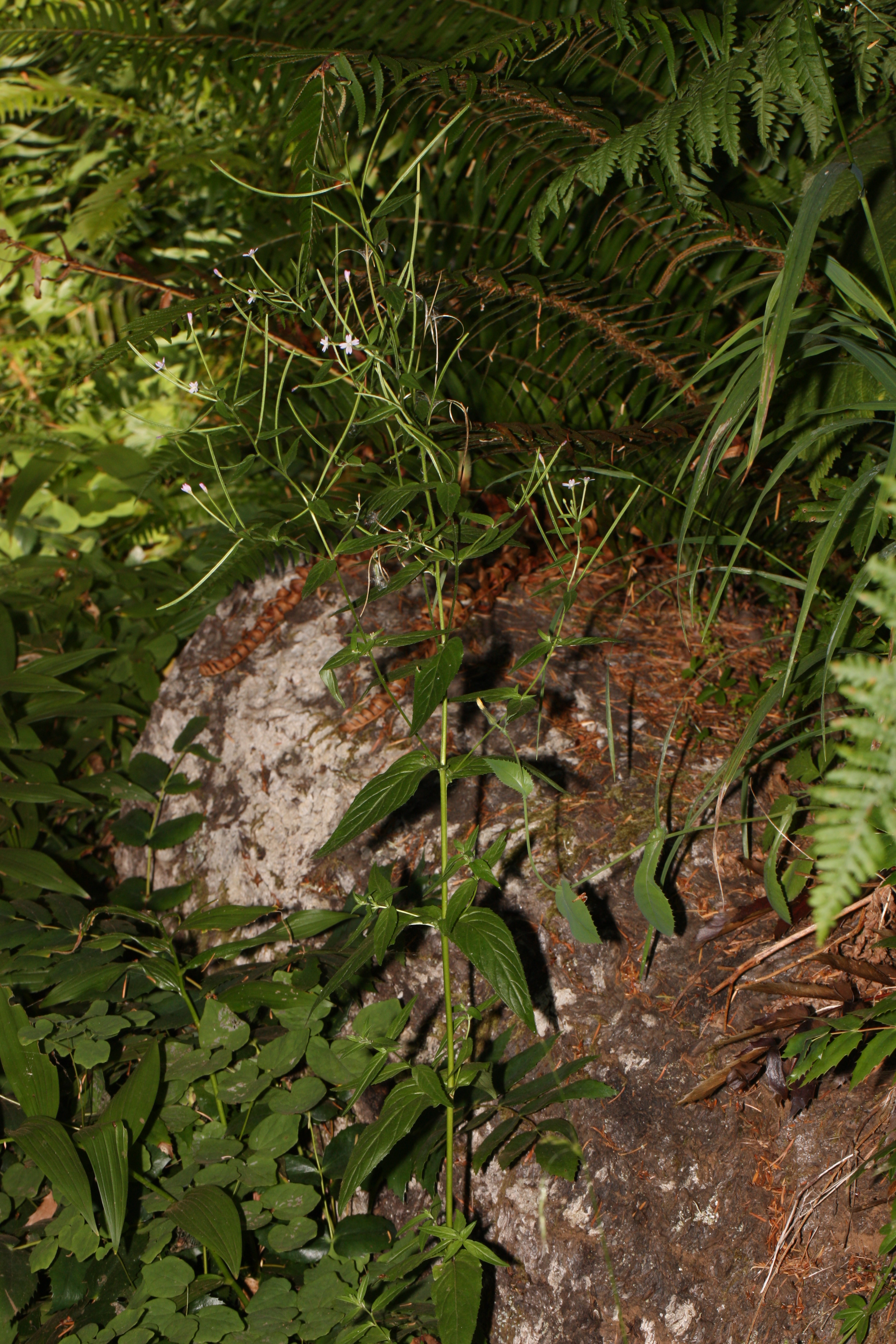
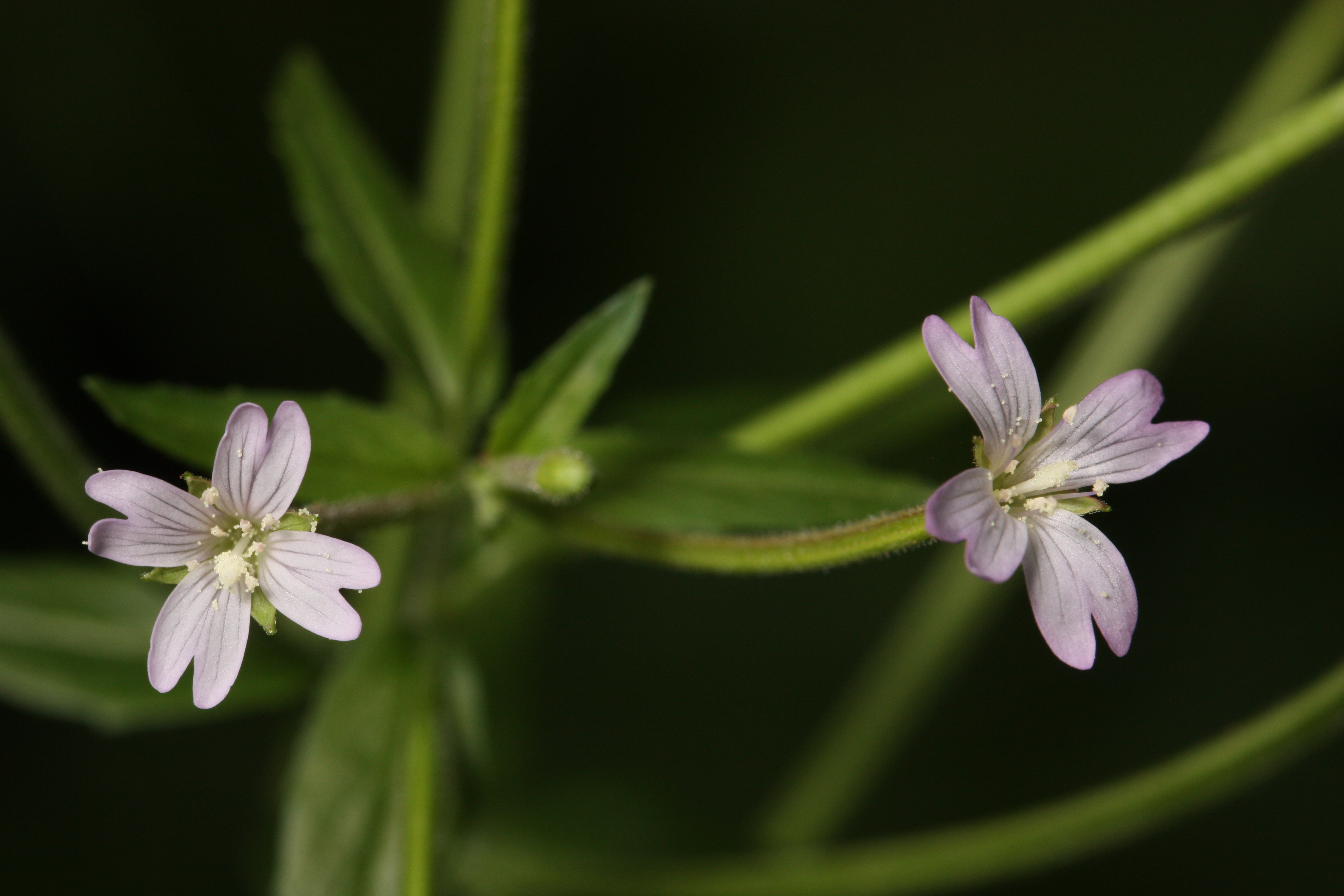
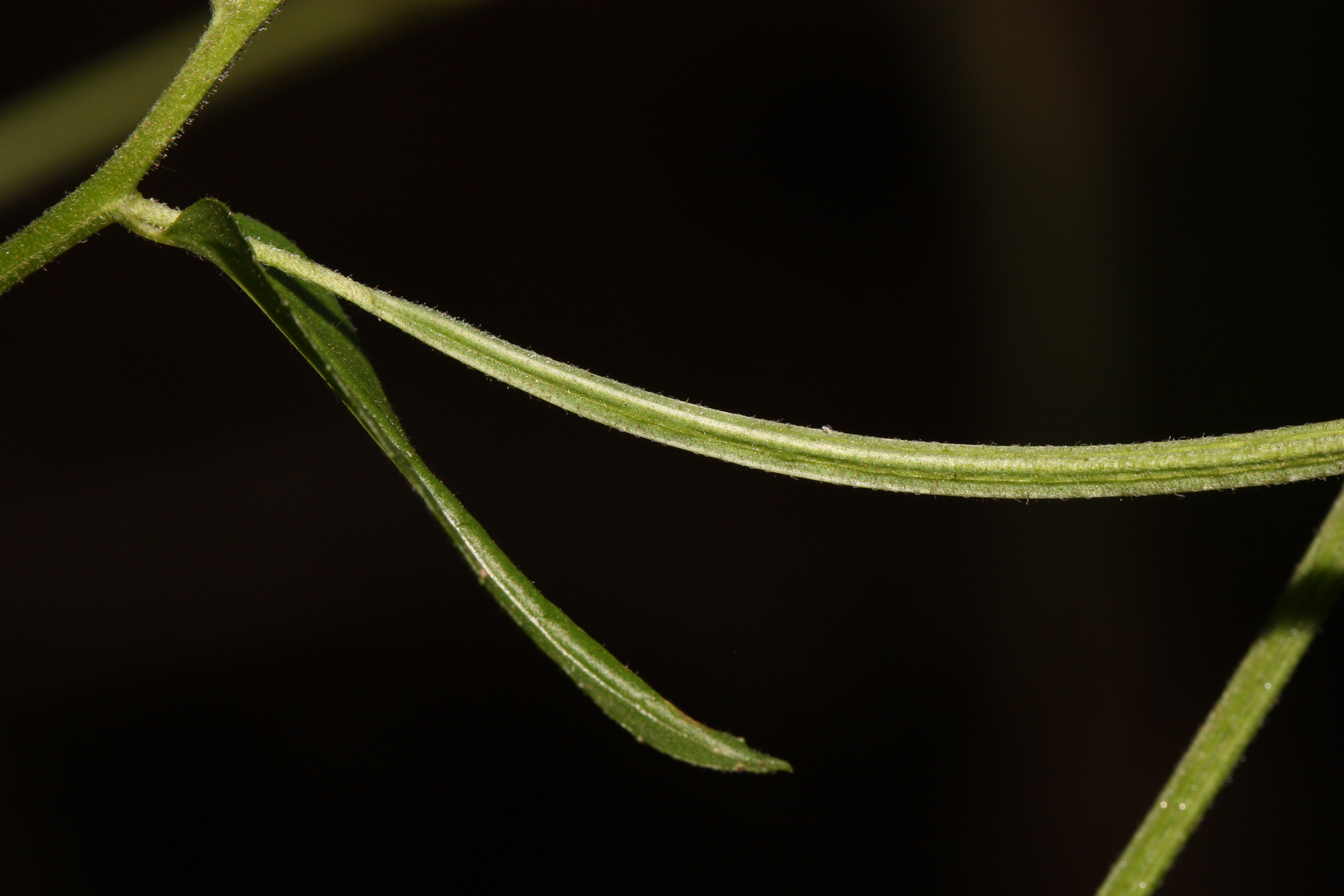
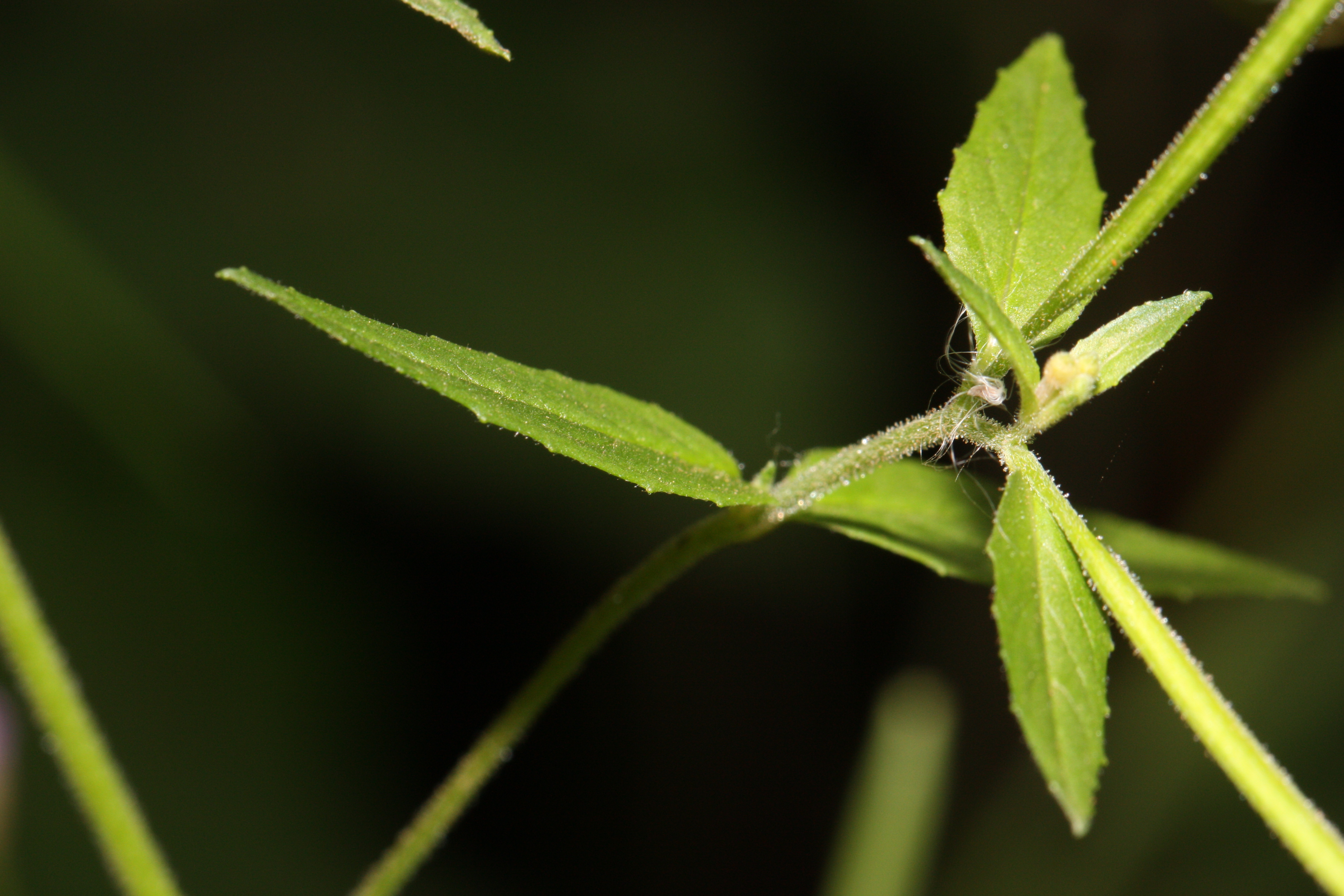